# 麻洞川镇
麻洞川乡，是中华人民共和国陕西省延安市宝塔区下辖的一个乡镇级行政单位。

## 行政区划
麻洞川乡下辖以下地区：
麻洞川村、金盆湾村、胡屯村、老沟村、玉家崖村、金屯村、岳屯村、雪水湾村、刘台村、炭窑沟村、三合村、石窑湾村、西村、樊村、高村、赵台村、姚家坡村、曲里村和张漫沟村。